# Sorina Grozav
Sorina Maria Grozav (născută Tîrcă, n. 27 mai 1999, în Râmnicu Vâlcea) este o handbalistă română ce joacă pentru clubul CS Rapid București pe postul de intermediar stânga. Tîrcă a fost componentă a echipei naționale U19 a României, alături de care a luat parte la Campionatul European din 2017, desfășurat în Slovenia. În anul 2015, ea s-a clasat pe locul IV cu echipa U17 a României la Campionatul European din Macedonia. A fost prima dată convocată la lotul național de senioare a României în 2016 odată cu organizarea ediției a 48-a a Trofeul Carpați de la Cluj-Napoca. După ce în sezonul 2021-2021, a fost împrumutată de Rapid București de la Corona Brașov, în vara lui 2022, ea a fost transferată definitiv la clubul bucureștean în schimbul sumei de 20.000 de euro și 25 % din valoarea unui eventual transfer ulterior.
Sorina Grozav este fata fostei mari handbaliste Mariana Tîrcă. În 2022, Sorina s-a căsătorit cu fotbalistul Gheorghe Grozav. Pe 16 aprilie 2024, Sorina Grozav a născut un băiat care a primit numele Cezar.

## Palmares
- Liga Națională:
  - Câștigătoare: 2022
  - Medalie de argint: 2023
  - Medalie de bronz: 2016

- Supercupa României:
  - Medalie de argint: 2022, 2023

- Liga Campionilor:
  - Sfertfinalistă: 2023

- Cupa EHF:
  - Semifinalistă: 2016
  - Turul 3: 2020
  - Turul 2: 2017

## Performanțe individuale
- Cea mai bună marcatoare la Campionatul European U17: 2015 (55 de goluri în 7 meciuri);[4][11]
- Cea mai bună marcatoare la Campionatul European U19: 2017 (56 de goluri în 7 meciuri);[12]
- Inclusă de EHF în lista celor mai promițătoare 20 de tinere handbaliste din Europa: septembrie 2018;[13]